# Ralf Jacob
Ralf Jacob (* 12. August 1967 in Merseburg) ist ein deutscher Archivar und Historiker.
Ralf Jacob studierte an der Humboldt-Universität zu Berlin Archivwissenschaft und Geschichte. Seit 1993 arbeitet er im Stadtarchiv Halle (Saale) und ist als Nachfolger Werner Piechockis seit 1994 Stadtarchivar. Seit 2009 leitet er amtierend die Halleschen Museen mit dem Stadtmuseum Halle. Ralf Jacob legte mehrere Publikationen, vor allem Bildbände, zur hallischen Stadtgeschichte vor. Seit 2003 gibt er im Auftrag des Vereins für hallische Stadtgeschichte das Jahrbuch für hallische Stadtgeschichte heraus. Er war Vorsitzender des Landesverbandes Sachsen-Anhalt des Verbandes deutscher Archivarinnen und Archivare (VdA) und ist seit April 2016 dessen Bundesvorsitzender.

## Schriften (Auswahl)
- (Hrsg.): Richard Robert Rive. Beiträge zum Wirken des halleschen Oberbürgermeisters 1906–1933. Halle 2000.